# Dafala
Dafala is een bestuurslaag in het regentschap Belu van de provincie Oost-Nusa Tenggara, Indonesië. Dafala telt 1383 inwoners (volkstelling 2010).